# 郗鉴墓
郗鉴墓，位于山东省济宁市嘉祥县马集乡上店子村，是中华人民共和国山东省文物保护单位之一。
1992年6月12日，授予山东省文物保护单位，是一座古墓葬。